# Macaire Ier de Teghut
Macaire Ier de Teghut ou Makar Ier T‘ełutc‘i (en arménien  Մակար Ա Թեղուտցի ; né à Teghut en 1813, mort à Etchmiadzin en 1891) est Catholicos de l'Église apostolique arménienne de 1885 à 1891.

## Biographie
Après les difficultés rencontrées après la mort du Catholicos Georges IV Kérestédjian le 6 décembre 1882, le gouvernement de l’Empire russe impose finalement comme Catholicos en juillet 1885 le russophile Makar (i.e. Macaire) Ter Petrossian au détriment de Melchisédech qui avait été régulièrement élu.
Makar Ier est consacré le 10 novembre 1885 et meurt à Etchmiadzin dès le 16 avril 1891.